# 福生院 (羽生市)
福生院（ふくしょういん）は、埼玉県羽生市にある真言宗智山派の寺院。

## 歴史
創建年代は不明であるが、正善によって開山された。正善の存命年代は不明であるが、当院に所蔵されている板碑には、開山の正善を始めとする5代の住職の名が記されており、第3世住職が1656年（明暦2年）に寂していることから、逆算して江戸時代初期頃に創建されたものと推測される。
当院の本尊である阿弥陀如来は江戸時代初期のもので、開山年代にほぼ一致している。

## 交通アクセス
- 南羽生駅より徒歩16分。